# Snelrewaard
Snelrewaard est une ancienne commune et un hameau situé dans la commune néerlandaise d'Oudewater, dans la province d'Utrecht.

## Histoire
Rattachée à Linschoten de manière éphémère de 1812 à 1817, Snelrewaard a été une commune indépendante jusqu'au 1er janvier 1989. À cette date, Snelrewaard a été rattaché à la commune d'Oudewater. Jusqu'au 1er janvier 1821, Snelrewaard était situé dans la province de la Hollande-Méridionale.